# Radosne Purim
Radosne Purim (ang. For Your Consideration) – amerykański film komediowy z 2006 roku wyreżyserowany przez Christophera Guesta. Wyprodukowany przez Warner Independent Pictures w asocjacji z Castle Rock Entertainment i Shangri-La Entertainment.
Premiera filmu miała miejsce 10 września 2006 roku podczas 31. Międzynarodowego Festiwalu Filmowego w Toronto.

## Opis fabuły
W latach 80. XX wieku Marilyn Hack (Catherine O’Hara) miała swoje pięć minut, później nic ciekawego już się nie wydarzyło w jej aktorskiej karierze. Teraz musi walczyć o odzyskanie choćby odrobiny uznania. Wraz z innymi mało znanymi aktorami przyjmuje rolę w „Home for Purim”, niezależnej, niskobudżetowej produkcji.

## Obsada
- Catherine O’Hara jako Marilyn Hack
- Ed Begley, Jr. jako Sandy Lane
- Eugene Levy jako Morley Orfkin
- Harry Shearer jako Victor Allan Miller
- Christopher Guest jako Jay Berman
- John Michael Higgins jako Corey Taft
- Jim Piddock jako Simon Whitset
- Jennifer Coolidge jako Whitney Taylor Brown
- Parker Posey jako Callie Webb
- Rachael Harris jako Debbie Gilchrist
- Christopher Moynihan jako Brian Chubb
- Fred Willard jako Chuck
- Jane Lynch jako Cindy

i inni